# Christoph Wilhelm Ferdinand von Degenfeld
Christoph Wilhelm Ferdinand von Degenfeld (* 28. Oktober 1776 in Ehrstädt; † 25. Mai 1831 in Mannheim) war Grundherr zu Ehrstädt, Waibstadt, Unterbiegelhof und Wagenbach. Er war badischer und bayerischer Rittmeister und königlich bayerischer Kammerherr.

## Leben
Er war der älteste zu Jahren gekommene Sohn des Christoph Ferdinand III. Friedrich von Degenfeld (1739–1812) und der Dorothea Regina Eleonore von Stain zum Rechtenstein (1744–1799).
Er war 1813/14 Rittmeister im bayerischen freiwilligen Jäger-Regiment, 1816 Mayor à la Suite der Kavallerie, 1820 Major und königlich bayerischer Kammerherr sowie badischer Rittmeister im 1. Dragoner-Regiment.

## Familie
Er heiratete in erster Ehe Friederike Sebastiane Philippina von Gemmingen-Guttenberg zu Bonfeld (1785–1811), die Tochter des späteren bayerischen Staatsministers Karl Friedrich Reinhard von Gemmingen. Der ersten Ehe entstammten zwei Söhne. Die Mutter verstarb vier Tage nach der Geburt des zweiten Sohnes, der zehn Tage darauf seinen bei der Geburt erlittenen Kopfverletzungen erlag. Am 18. Februar 1812 heiratete Christoph Wilhelm in zweiter Ehe in Simmern Theresa Wilhelmine Friederike Carolina von Closen († 1834), die weitere zwei Söhne gebar.
Söhne aus erster Ehe:
- Reinhard Christoph Ferdinand Friedrich (1806–1843) ⚭ Wilhelmine von Schweickardt
- Friedrich Reinhard Sebastian (*/† 1811)

Söhne aus zweiter Ehe:
- Edmund Reinhard Friedrich Wilhelm Christoph Hektor (1817–1870) ⚭ Maria Adelheid Luise Sophie von Hardenburg-Wiederstedt (1835–1907)
- Friedrich Wilhelm Hektor Ludwig Reinhard Christoph August (1818–1865), bad. Rittmeister, blieb ledig